# Lleó XII
Lleó XII (en llatí: Leo XII) és el nom que el cardenal Annibale della Genga (Genga, 2 d'agost de 1760 - Roma, 10 de febrer de 1829) va prendre en ser elegit papa. Va ser el 252è bisbe de Roma (1823-1829).
Pertanyia a la família dels comtes de la Genga i de jove va estudiar a l'Acadèmia de Nobles Eclesiàstics. El 1783 va ser ordenat sacerdot. Pius VI el va nomenar el seu secretari particular i el 1793 el va nomenar bisbe de Tiro i el va enviar a Lucerna, Suïssa com a nunci apostòlic. El 1794 va ser transferit com a nunci a Colònia, però no s'hi va poder instal·lar, ja que hi havia guerra amb França. Durant les guerres napoleòniques va passar per Viena, Múnic, Dresden i Wittenberg, les principals corts alemanyes.
Amb l'ocupació dels Estats Pontificis va passar a ser presoner de Napoleó i va estar molts anys tancat a l'abadia de Monticelli, dedicant-se a la música i la caça d'aus, afició que va mantenir després de ser elegit papa. El 1816 Pius VII el va nomenar cardenal i arquebisbe de Senigallia. Quatre anys més tard el va nomenar cardenal vicari de Roma i arxipreste de Santa Maria Major.
Es va presentar al conclave del 1823 amb l'oposició de França, que només va permetre'n l'elecció perquè es creia que estava greument malalt i no duraria gaire. Va començar el pontificat repartint diners entre els pobres i assignant cent dots a noies escollides a l'atzar. Va desenvolupar una política econòmica destinada a retallar despeses, cosa que li va permetre abolir alguns impostos. En política exterior va arribar a acords amb molts Estats per ajudar les Esglésies locals.
Va ser un papa extremament conservador i va lluitar aferrissadament contra l'expansió del liberalisme. Va arribar a penjar seguidors dels nous corrents. Amb igual duresa va perseguir les societats secretes com els maçons o els carbonaris en publicar la butlla Quo Graviora de 1825. Dins d'aquesta repressió destaca un gest força incongruent: va treure les obres de Galileo Galilei de l'índex de llibres prohibits. Per tal de donar més força a les congregacions, va reemplaçar molts laics de l'administració civil per eclesiàstics. Va reformar l'educació escolar seguint el consell dels jesuïtes.